# عين التينة
عين التينة هي إحدى القرى في منطقة القلمون بسوريا ترتفع عن سطح البحر ١٥٠٠م وفيها اكبر شجرة فستق حلبي معمرة في العالم وهي الموطن الأصلي لشجرة الفستق الحلبي
مزرعة في الجولان تتبع قرية السويسة ناحية القصيبة، منطقة ومحافظة القنيطرة (62ن- 539م) تقع في أرض بركانية وعرة يجتازها وادي العلان باتجاه الجنوب إلى الشرق من وادي الرقاد شمال بلدة القصيبة (3) كم. يزرع سكانها بعلاً الحبوب والبقول وأشجار الزيتون ويربون الأبقار والأغنام يشرب أهلها من شبكة موزعة، تستمد مياهها من مزرعة عين فريخة.
وعين التينة الأخرى في الجولان : وادي في هضبة الجولان، ناحية مسعدة، منطقة مركز محافظة القنيطرة يبدأ من جنوب شرقي قرية حضر عند منسوب (575م) عن سطح البحر ويتجه جنوباً ثم غرباً ليخترق مزرعة الحسينية، و ينحدر بعدها ماراً شمال مزرعة الصياد، إذ تبدأ تفرعات من مياهه. يدخل أراضي فلسطين عند قرية عين التينة على ارتفاع (100م)، وبعدها تنتهي مياهه في القناة الشرقية لمشروع تجفيف الحولة.